# Mycocalicium americanum
Mycocalicium americanum är en lavart som först beskrevs av R. Sant., och fick sitt nu gällande namn av Tibell. Mycocalicium americanum ingår i släktet Mycocalicium och familjen Mycocaliciaceae.   Inga underarter finns listade i Catalogue of Life.